# Cantó de Briançon Nord
El cantó de Briançon Nord és un cantó francès del departament dels Alts Alps, situat al districte de Briançon. Té 4 municipis i el cap és Briançon.

## Municipis
- Briançon
- Montginebre
- Nevacha
- Vau-dels-Prats

## Història
| Data d'elecció                           | Identitat      | Partit          | Qualitat |
| ---------------------------------------- | -------------- | --------------- | -------- |
| 1973-1998                                | Georges Chabas | RI, després RPR |          |
| 1998-                                    | Gérard Fromm   | PS              |          |
| les dades anteriors no són pas conegudes |                |                 |          |
|                                          |                |                 |          |

| 1962 | 1968 | 1975 | 1982 | 1990  | 1999  | 2007  |
| ---- | ---- | ---- | ---- | ----- | ----- | ----- |
| -    | -    | -    | -    | 4.931 | 4.638 | 4.936 |